# テレドーム
テレドームは、NTTコミュニケーションズによって提供されていた、大規模な情報提供サービスを可能とする日本の電話の付加サービスである。2023年6月30日をもってサービスを終了した。
本項ではデータドームについても記述する。

## 概要
音源回線は1本だけでよく、多数の電話が集中してもほとんど話し中になることがないという特徴を有し、また発生したコールの地区・本数の集計・確認が可能であった。
電話番号はテレゴングと同じ0180で始まる10桁の番号で、0180-99x-yyy（xは回線設置場所の市外局番の0の次の数字。例えば東京03地域なら3）の形となる。後述のデータドームも同様であった。
固定電話からは特定の発信基地までの、NTTコミュニケーションズを利用した場合の通話料が発信者にかかった。
携帯電話・PHSからは昼間14秒、夜間15秒、深夜・早朝16秒毎に10円（税抜）で、無料通話つき料金プランの無料通話や電話かけ放題の対象とはならない。
また、直収電話、IP電話の一部（平成電電（ソフトバンクテレコムに事業譲渡）のCHOKKA、NTTコミュニケーションズのArcstarダイレクトなど）、プリペイド式携帯電話、新幹線公衆電話からはかけられない。NTT東日本・西日本の公衆電話であっても、大規模災害に伴う無料化の実施中は、当該無料化実施公衆電話からはかけられなくなる。
NTT東日本・西日本の「ひかり電話」および、ウィルコムのPHSに関しては、しばらく接続されてはいなかったが、ひかり電話が2011年12月7日、PHSが2013年11月12日から接続が開始された。
なお、1990年代後半まではNTTの交換機がデジタル化されていない地域からかけることができなかった。
利用者数の減少と固定電話のIP網移行により、2022年3月31日限りで新規受付を終了し、2023年6月30日限りでサービスを終了した。

## 用途
プロスポーツ結果など、不特定多数への情報提供サービスに利用される。
また、最近では番組などでのプレゼント募集等にも利用されていた。例えば、TBS『日立 世界・ふしぎ発見!』では、2006年（平成18年）6月3日より視聴者へのクエスチョンに、フジテレビ『めざましテレビ』では、2009年（平成21年）5月8日よりお花プレゼントの募集に、ABCテレビ『朝だ!生です旅サラダ』では、「日本縦断コレうまの旅」や「発掘!ニッポンなかまる印」、ゲストの旅先からのプレゼントの募集に使われていた。これはテレゴングが東西NTTの固定電話からしかかけられないことへの対策である。また、一部の消防局では、0180から始まる火災情報ダイヤルを提供していたところもある。近年では、TBS『ジョブチューン』や『オールスター感謝祭』、テレビ朝日『ミュージックステーション』でも、データ放送企画の応募条件に達した際にも、このサービスが使用されていた。なお、サービス終了に伴う代替サービスはNTTグループでは用意されず、りーふねっとが提供する「67コール」が実質的な代替サービスとなっている。

## データドーム
テレドームを応用し、ISDN回線1本だけでデジタルコンテンツを大量配信（最大約300万回線まで同時アクセス可能）するシステム。番号はテレドームと共通の体系だった。2000年（平成12年）にサービスを開始したが、すでにブロードバンドインターネット接続の普及が始まっていた上、送信側・受信側双方に専用ソフトを必要とすることなどから、その存在自体が知られぬまま、正式なサービス終了はなされていないものの、実質的には終了状態である。